# Digitoxin
Digitoxin ist ein Steroid-Glycosid aus der Gruppe der Herzglycoside und findet sich in den Blättern des Fingerhuts Digitalis purpurea. Produktionsprobleme haben im Jahr 2023 zur Einstellung des Vertriebs vieler Digitoxinprodukte durch Hersteller geführt.
Digitoxin besteht aus dem Aglycon Digitoxigenin, welches mit drei Zuckerresten (Digitoxose) verknüpft ist. In seiner Wirkung gleicht es Digoxin aus dem Fingerhut Digitalis lanata, hat jedoch aufgrund einer fehlenden OH-Gruppe eine längere Halbwertszeit von 6–8 Tagen und wird vorwiegend über die Leber ausgeschieden.

## Geschichte
Die erste Verwendung von Fingerhüten wurde 1775 beschrieben. Die erste Isolierung erfolgte 1875 durch Oswald Schmiedeberg. Weitere Untersuchungen folgten durch Claude-Adolphe Nativelle. Die Struktur wurde teilweise 1925 durch Adolf Otto Reinhold Windaus und 1962 vollständig aufgeklärt.
Am 4. November 2022 teilte die Merck Healthcare Germany GmbH (Merck KGaA) in einem Informationsschreiben zum Lieferengpass von Digimerck mit, die Einstellung des Vertriebs von Digitoxin in allen Wirkstärken und Darreichungsformen auf den 1. Januar 2023 vorzuziehen. Die Firma mibe GmbH Arzneimittel stellte das Produkt Digitoxin-Philo Injektionslösung am 1. März 2023 ein.
Die Deutsche Gesellschaft für Kardiologie empfiehlt Ärzten im Rahmen des Lieferengpasses eine individuelle Indikationsüberprüfung von Digitoxin. Bei bestehender Indikation kann im Einzelfall eine Umstellung auf Digoxin erwogen werden. Digoxin wird jedoch ausschließlich renal eliminiert und bedarf bei der Umstellung einer engmaschigen ärztlichen Kontrolle.

## Gewinnung
Digitoxin wird aus den Blättern des Roten Fingerhutes (Digitalis purpurea) gewonnen. Aus zehn Kilogramm Fingerhutblättern lassen sich sechs Gramm Digitoxin isolieren.

## Wirkung
Digitoxin besitzt einen positiv inotropen und negativ dromotropen Effekt auf die Herzmuskulatur. Digitoxin führt durch Hemmung der Natrium/Kalium-ATPase in den Herzmuskelzellen zu einem Anstieg der zytosolischen Calcium-Konzentration, da der intrazelluläre Natriumgehalt steigt und als Folge die Wirkung des Natrium/Calcium-Antiporters verringert wird. Dadurch steigt die Kontraktilität des Herzens. Die Verlangsamung der Erregungsleitung im Herzen (Dromotropie) beruht auf der Aktivierung von Vaguskernen, also einer Aktivierung des Parasympathikus. Die Verwendung von Digitoxin kann zu Appetitlosigkeit, Übelkeit, Erbrechen, Durchfall, Verwirrtheitszuständen, visuellen Störungen und Herzarrhythmien führen. Vergiftungen mit Digitoxin können – wie auch bei Digoxin – mit dem anti-Digoxin-Fab-Fragment behandelt werden.

## Indikation
Digitoxin wird bei Herzinsuffizienz eingesetzt, insbesondere bei gleichzeitiger Niereninsuffizienz.

## Verwendung
Digitoxin wird im Vergleich zu Digoxin nicht so häufig bei Herzerkrankungen eingesetzt. Digitoxin und verwandte Cardenolide werden zur Behandlung von Tumoren untersucht. Digitoxin besitzt einen geringen therapeutischen Index, sodass eine individuelle Dosisfindung unter Kontrolle der Serumspiegel erfolgen muss. Weiterhin werden Derivate von Digitoxin untersucht.

## Literarische Rezeption
Digitoxin wird im Roman Appointment with Death von Agatha Christie als Mordwaffe eingesetzt. Weiterhin kommt Digitoxin in Die For Love von Elizabeth Peters vor, sowie in der TV-Serie CSI: Vegas, Staffel 9, Folge 19: Tragödie der Wahrscheinlichkeit, in der TV-Serie Columbo, Staffel 9, Folge 5: Schleichendes Gift (1990), in der TV-Serie McMillan and Wife, Staffel 6, Folge 5: Affair of the Heart (1977), in Murder 101: College can be a Murder und mehrfach in der TV-Serie Mord ist ihr Hobby. Im Lied The Rake's Song von The Decemberists ermordet der Erzähler seine Tochter durch Fütterung von Fingerhut.

## Handelsnamen
Aktuelle Handelsnamen:
Monopräparate
Digitoxin AWD (D), Augentropfen Stulln Mono (CH)
Ehemalige Handelsnamen:
Monopräparate
Digimed (D), Digimerck (D, A), Digitoxin-Philo (D), Digitoxin-Hameln (D)